# Spaarndammerhart
Het Spaarndammerhart (ook wel De Verbinding) is een tweedelig appartementencomplex in de Krommeniestraat, Spaarndammerbuurt in Amsterdam-West (Oud-West).
De Krommeniestraat wijzigde gedurende haar bestaan tweemaal extreem van uiterlijk. In de jaren zeventig werd de straat grotendeels gesloopt en vervangen door een schoolgebouw. Dat schoolgebouw werd rond 2014 gesloopt.
Na de sloop van de school gaf de gemeente Amsterdam een tender uit om het terrein weer te bebouwen. Ze had het bestemmingsplan echter zonder publicatie gewijzigd; er volgde nog een kort geding om de buurt wel bij de nieuwbouw te betrekken. Het leverde in ieder geval op dat er niet boven de elf meter gebouwd mocht worden. Opmerkelijk daarbij was dat de buurtbewoners handhaving wensten van het oorspronkelijke  stratenplan, dat door de school juist verdwenen was. Heijmans Vastgoed won samen met Korth Tielens Architecten en Marcel Lok_Architect en DS landschapsarchitecten de prijsvraag voortkomend uit de tender. 

De architecten noemde de plek een litteken in de stad. Doordat beide gevelwanden weer gesloten werden  ontstond er een tweedeling. De tachtig woningen (26 sociale huur, 18 vrije sector en 36 koop) werden aan weerszijden van de straat geprojecteerd, zodat weer een “normale straat” ontstond. Het ene deel is een lichtgeel woonblok rondom een publieke toegankelijk groen geglazuurde hof, de andere (koopwoningen) bestaat uit donkerrode klassieke strokenbouw. ARCAM omschreef het blok als Amsterdamse School nieuwe stijl. De stijl is terug te vinden in bijvoorbeeld de typografie van de huisnummers, de toepassing van poorten en golfmotieven in de gevel. Ook de wisselende metselverbanden, de diverse kleuren baksteen en detaillering voeren terug op genoemde stijl. De Amsterdamse School is verder te vinden in een ingemetseld artistiek kunstwerk van Martijn Sandberg. Hij kwam met een tekst als baksteen reliëf. Dit reliëf is niet alleen in de poorten te zien, maar ook deels in de bestrating van de hof waarin de geschiedenis van de plek wordt aangehaald: 
De oude weg naar de nieuwe tijd; De nieuwe weg naar de oude tijd.
Het openbaar toegankelijke hof is ingericht door DS landschapsarchitecten (de koopwoningen hebben privétuinen). Zij moesten rekening houden met de ecologie van de stad, via en in het hof kunnen dieren zich in de stad verplaatsen. Bovendien voorkomt het groen hittestress en kan het hemelwater opvangen en vasthouden. Op hoge delen zijn zonnepanelen geplaatst. Volgens de architecten is er sprake van integraal ontwerp, zoals dat ook tijdens de periode van de Amsterdamse School het geval was (denk bijvoorbeeld aan beeldhouwwerken in gevels). Een van de poorten geeft een verbinding met Museum Het Schip, via het deel dat rondom het hof is gebouwd bleef de Oostzaanstraat bereikbaar. Dat hof stond origineel niet in de tenderuitvraag, maar kwam er door voorstellen van de architecten.
Het project is meermaals onderscheiden. Het won de prestigieuze Abe Bonnema architectuurprijs 2021 en tevens de Amsterdamse Zuiderkerkprijs. Het project won de Amsterdamse Nieuwbouwprijs, dé publieksprijs voor nieuwbouw in Amsterdam en de Arie Keppler Prijs 2022 in de categorie Samen Wonen. 
Het Spaarndammerhart is genomineerd voor de Dutch Design Award 2021. Het complex werd in 2022 genomineerd voor BNA Beste Gebouw van het Jaar van de Branchevereniging Nederlandse Architectenbureaus (BNA) in de categorie "Leefbaarheid en sociale cohesie" maar won die ondanks de omschrijving ‘prestatie van formaat’ niet. De prijs ging naar Little C in Rotterdam. Het complex werd in 2022 met negen andere projecten genomineerd voor de Amsterdamse Architectuur Prijs (AAP).
Het complex is opgenomen in (en sierde de cover) van het Jaarboek Architectuur in Nederland 2021/22, hét jaaroverzicht van de meest opmerkelijke Nederlandse architectuur. In 2023 is bij The Architecture Observer onder redactie van Hans Ibelings een boek verschenen over het complex: ‘Spaarndammerhart - Een verhaal van de stad’.

## Afbeeldingen

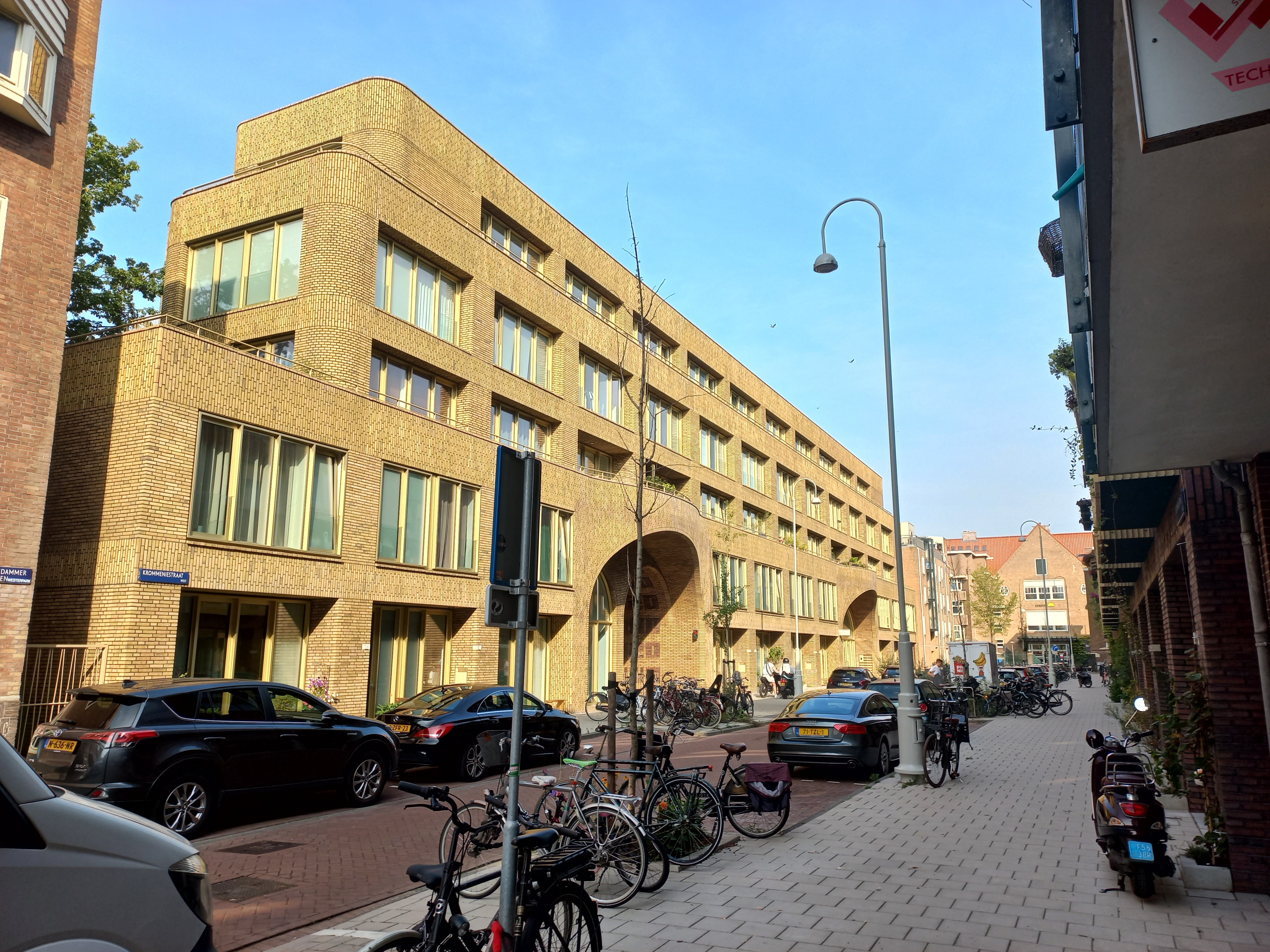
Westelijk deel Spaarndammerhart met poorten (september 2022)
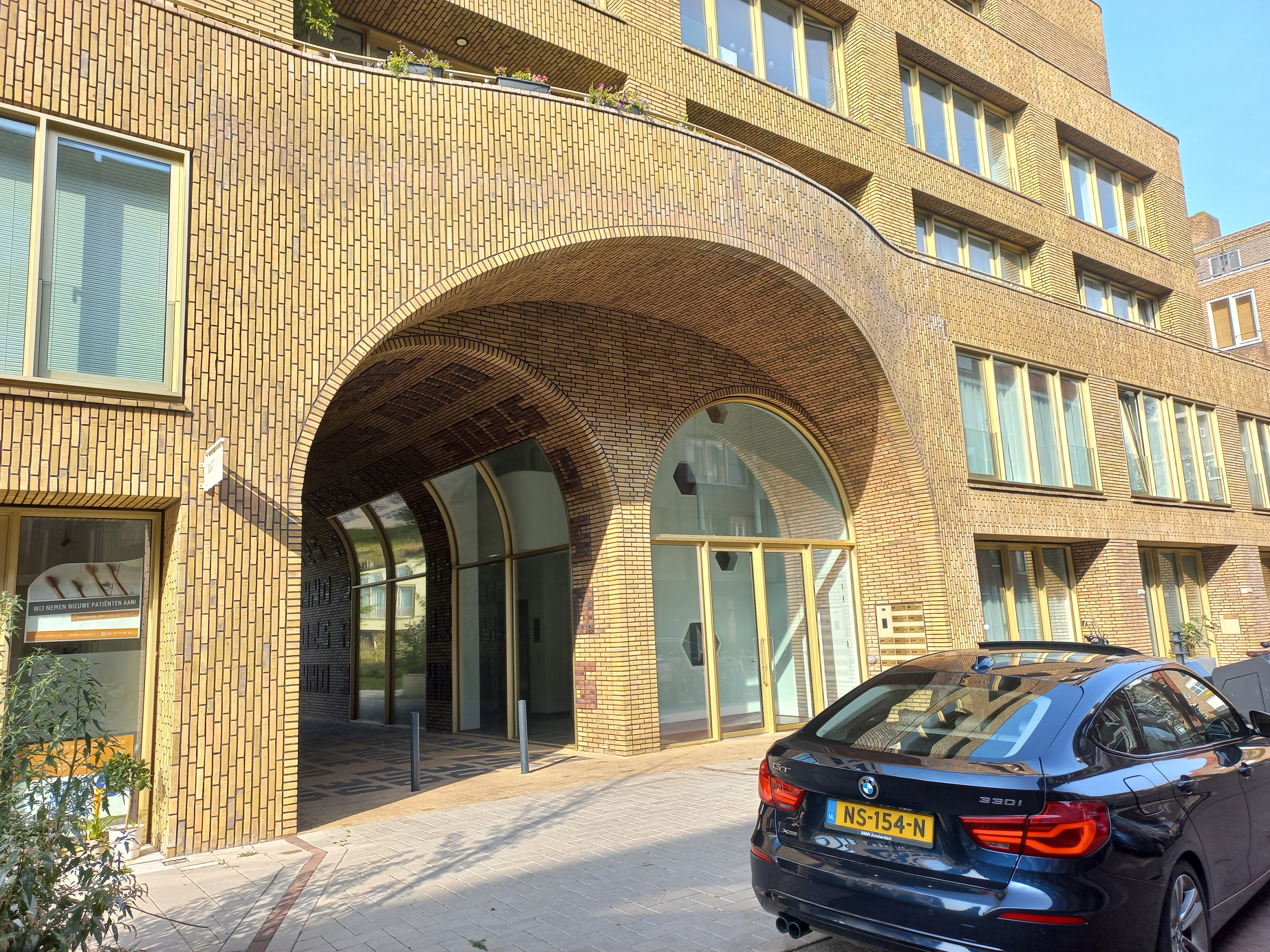
Een van de poorten (september 2022)
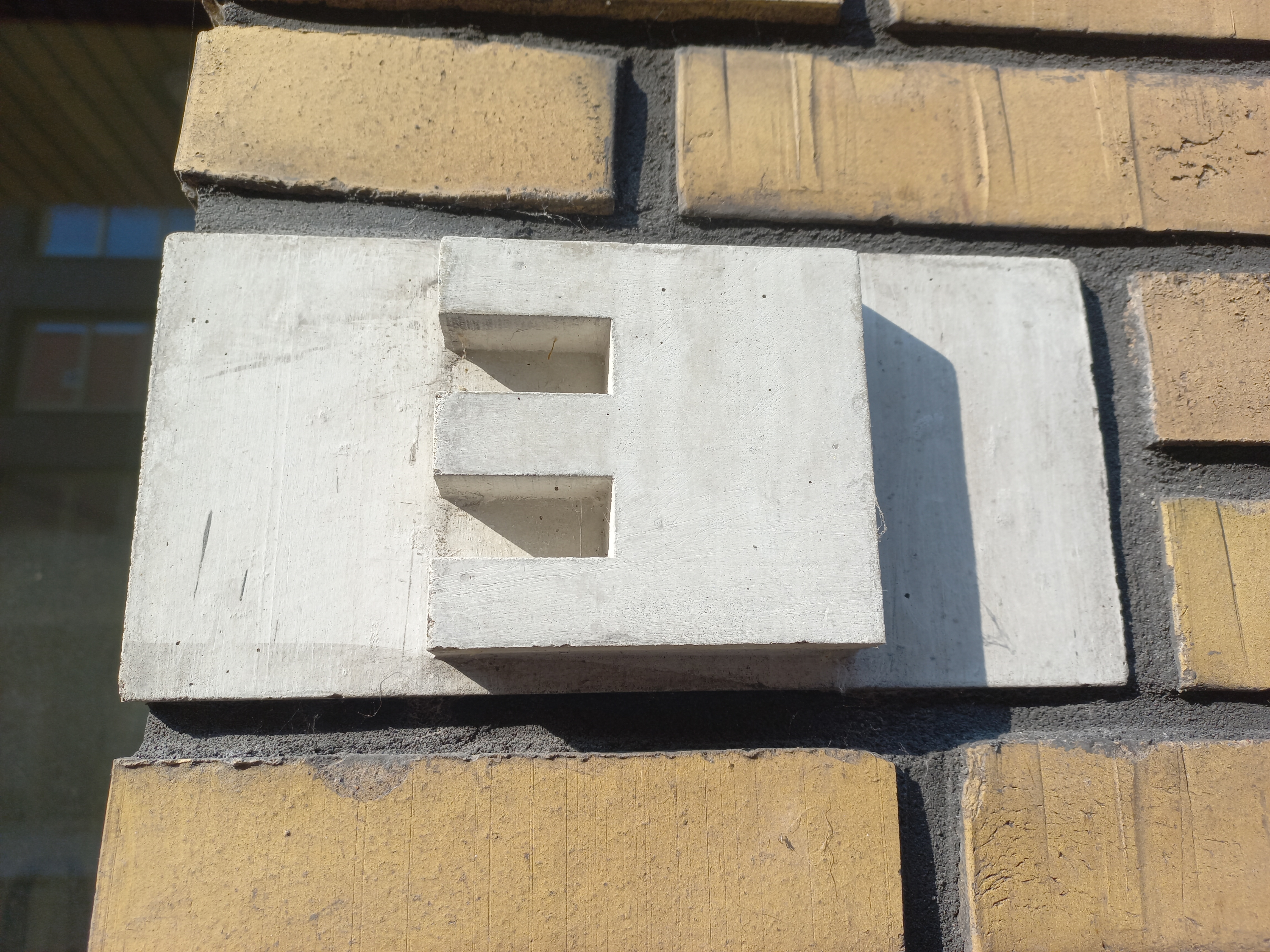
Huisnummering (september 2022)
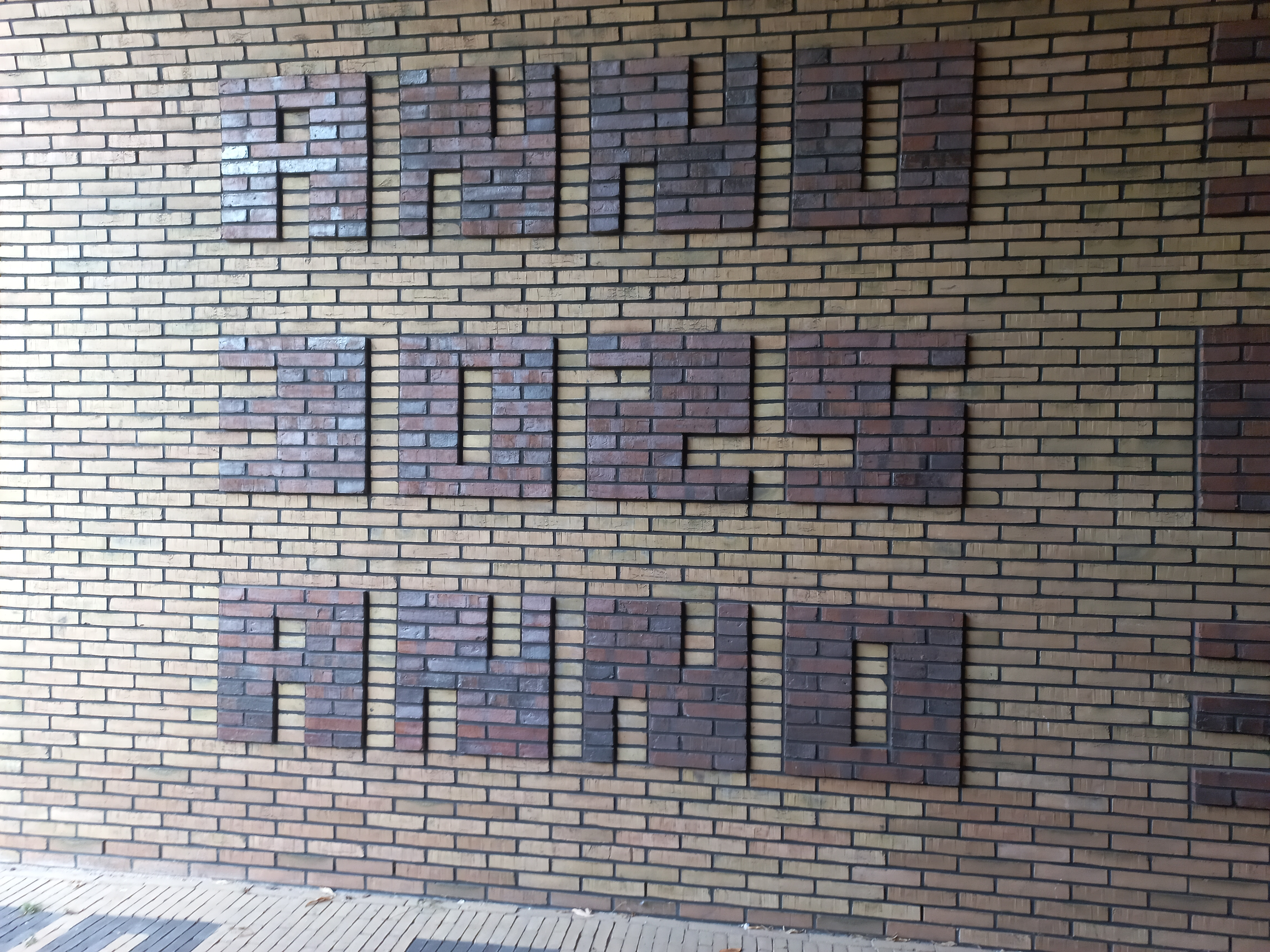
Baksteenkunst van Sandberg (september 2022)
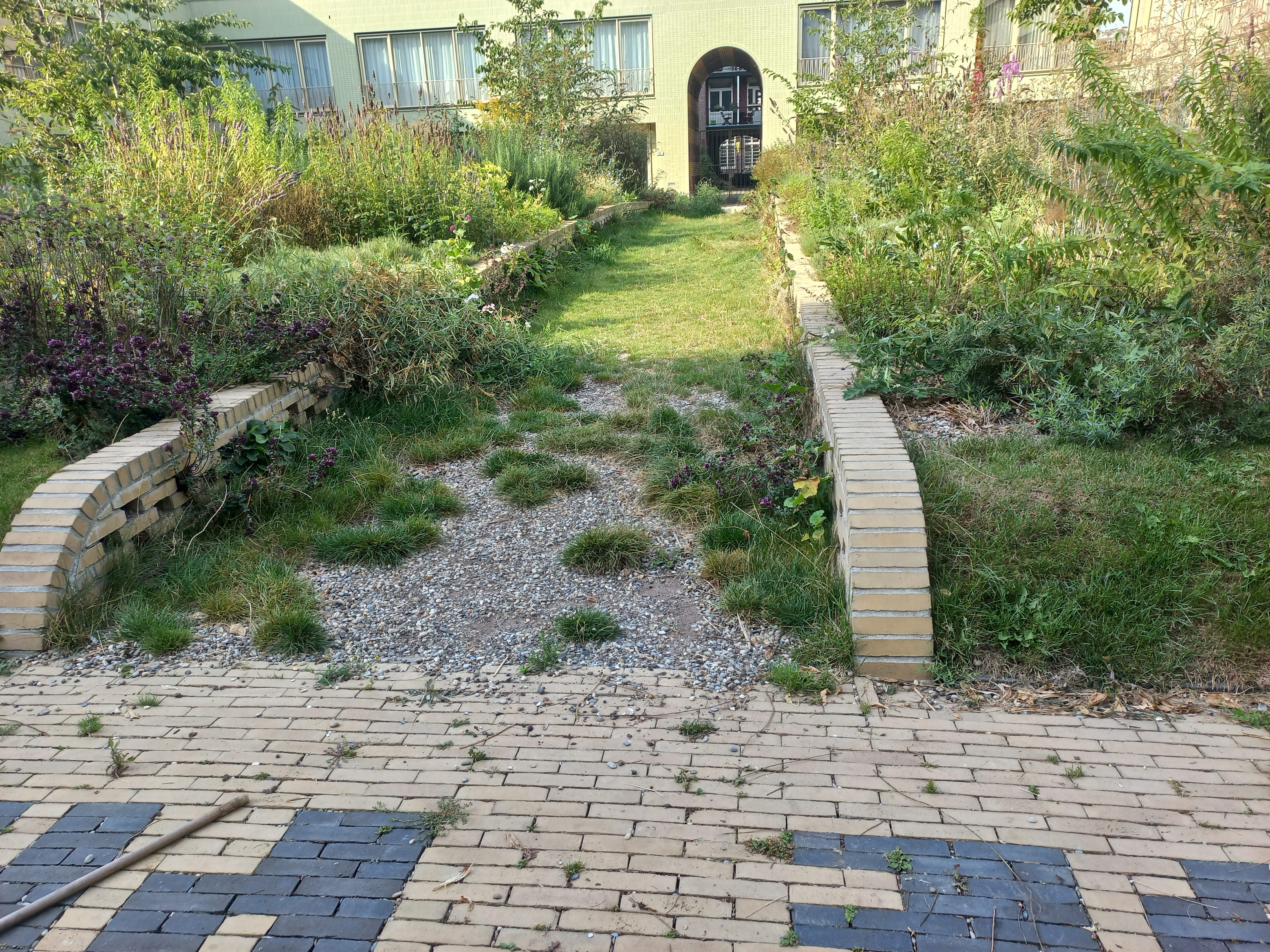
Binnenterrein (hof) (september 2022)
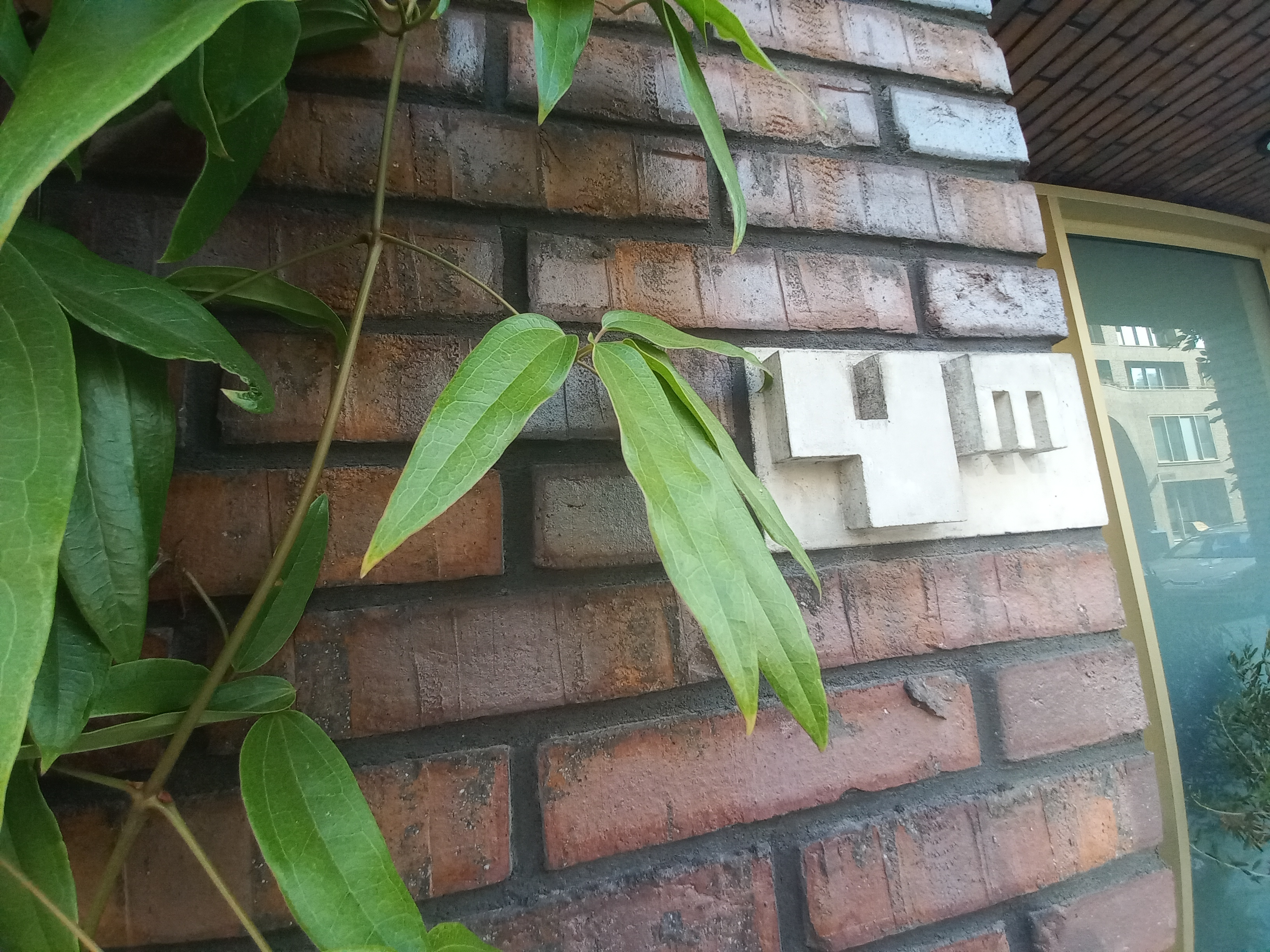
Huisnummer 4m (september 2022)